# Mo i Rana
Mo i Rana – miasto w Norwegii, liczące 18 555 mieszkańców (2016). Położone w gminie Rana w okręgu Nordland. Ośrodek przemysłu spożywczego i hutniczego. Trzecie co do wielkości miasto w północnej Norwegii. 
W miejscowości znajduje się stacja kolejowa Mo i Rana.

## Nazwa miasta
W wolnym tłumaczeniu nazwa miasta oznacza „Mo w (gminie) Rana”. Sami mieszkańcy mówią na swoje miasto Mo, a dodatek „i Rana” jest stosowany, by odróżnić miasto od innych miejscowości o nazwie Mo.

## Biblioteka Narodowa
W mieście znajduje się druga siedziba Norweskiej Biblioteki Narodowej. W magazynach są przechowywane egzemplarze obowiązkowe oraz jest prowadzona digitalizacja zbiorów. 

## Galeria zdjęć

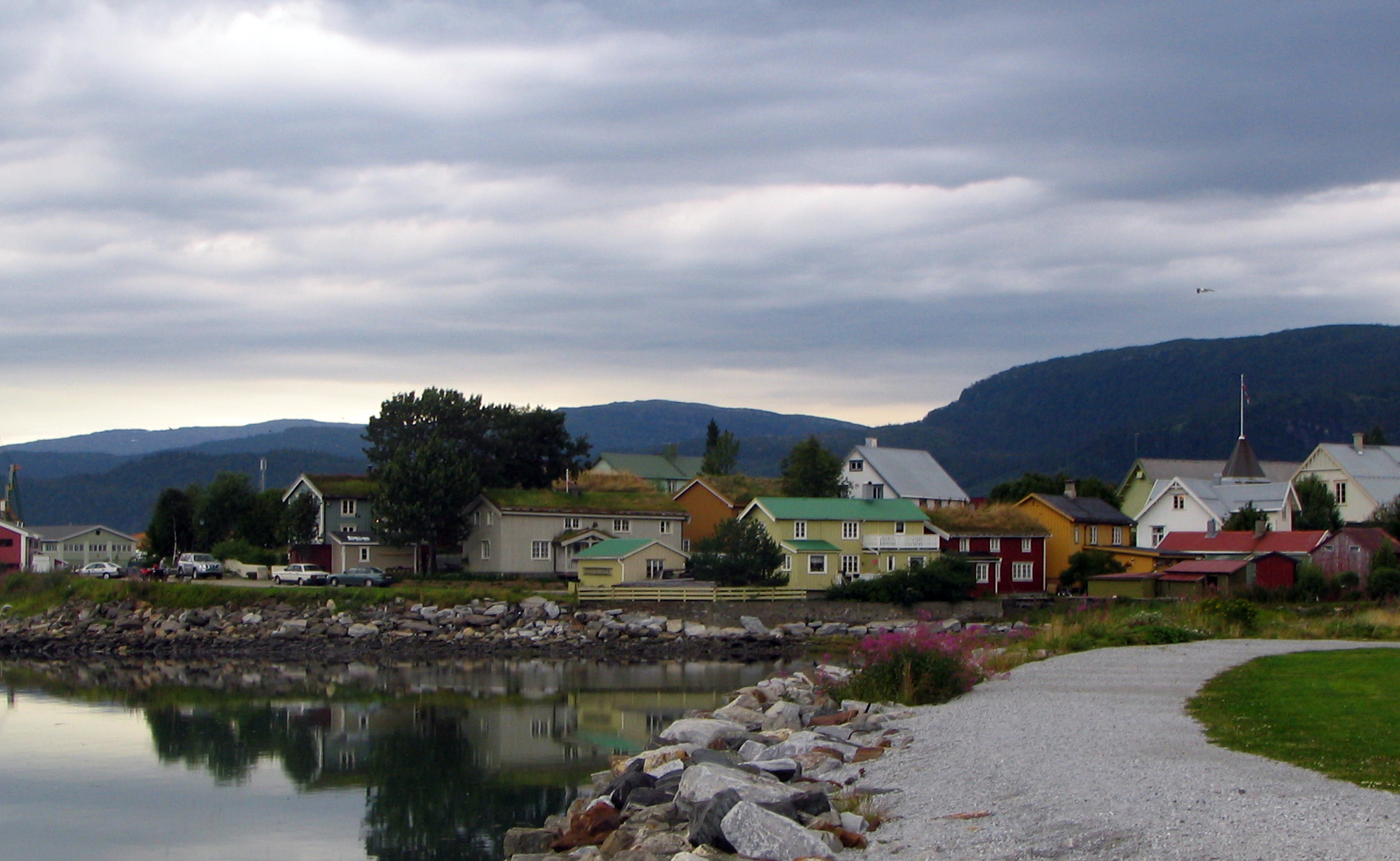
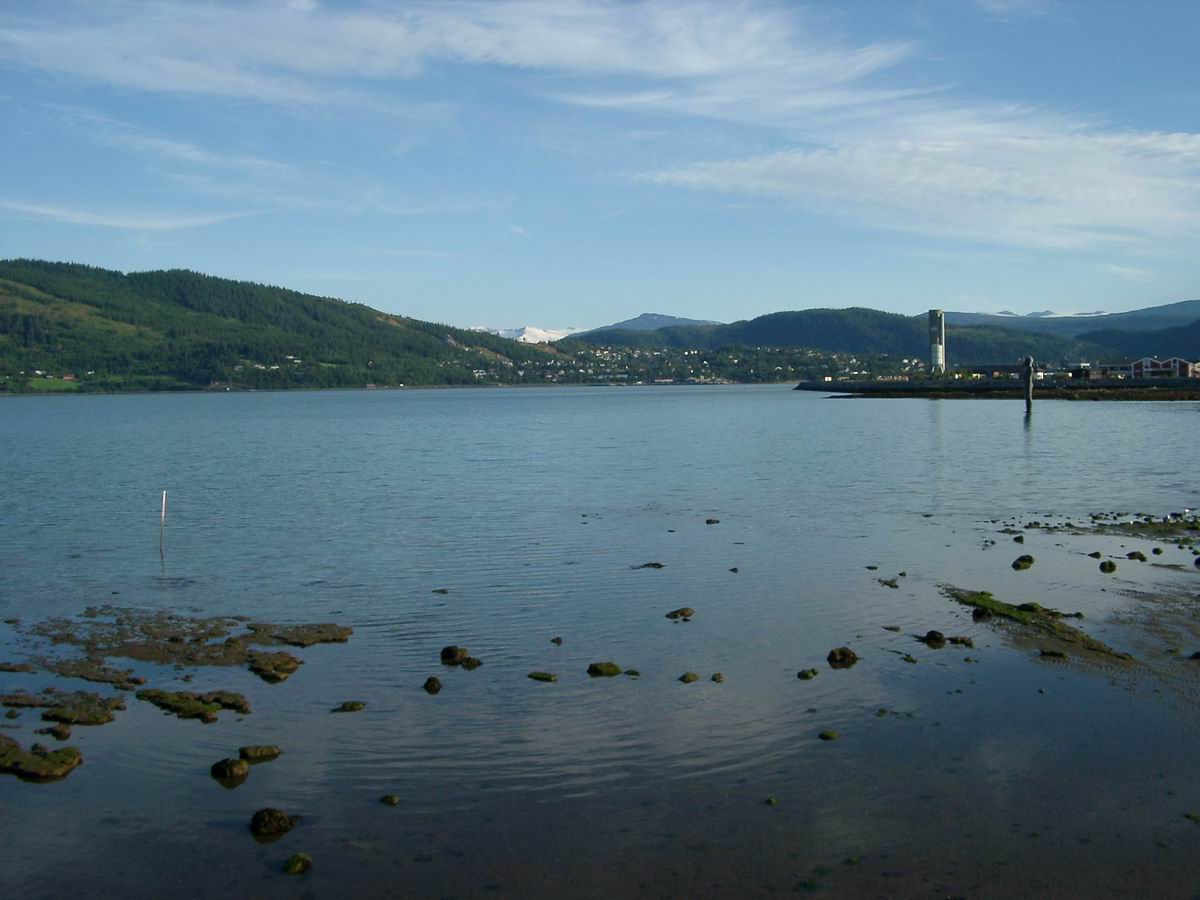
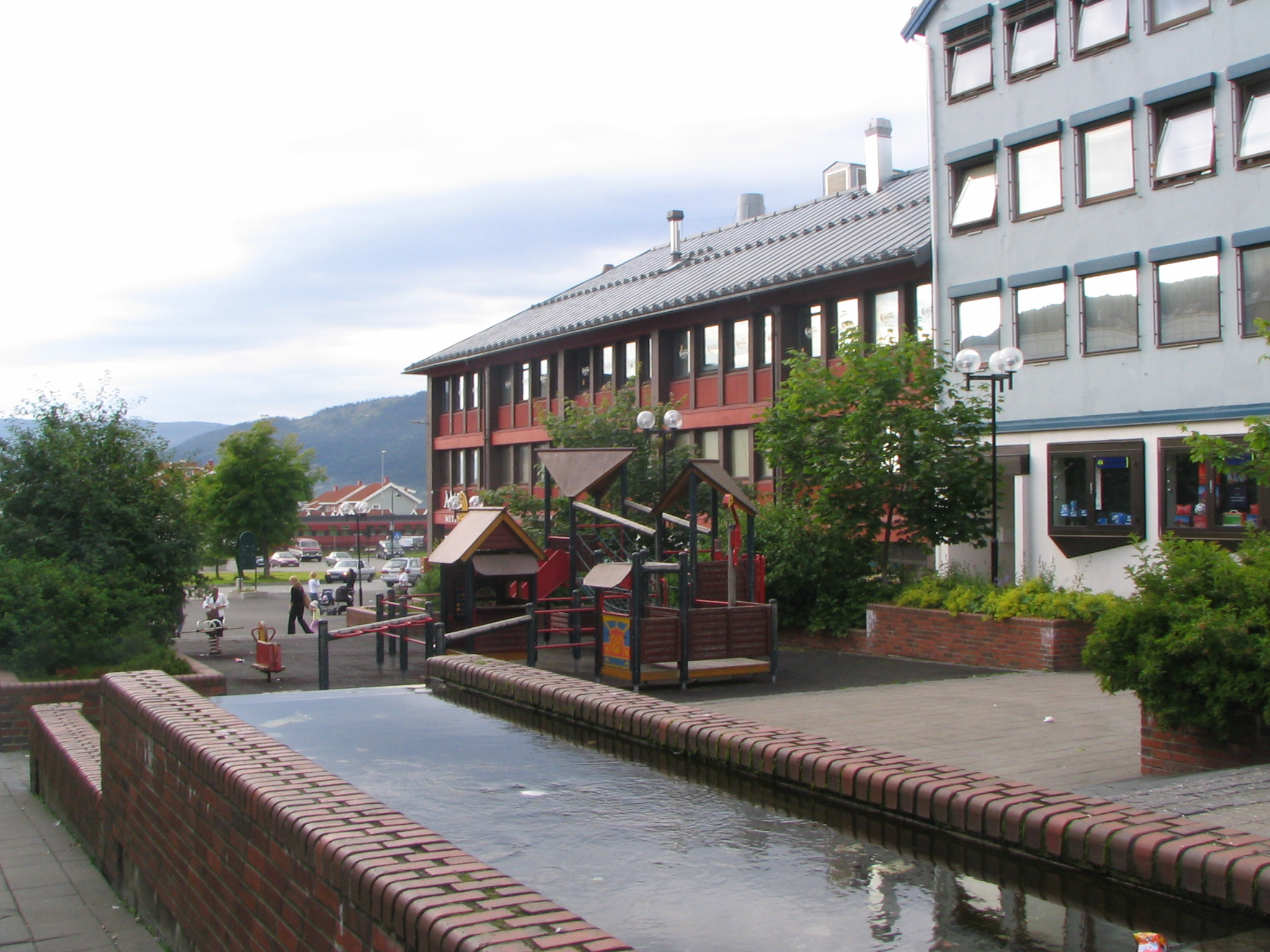